# Ревай, Юлиан Иванович
Юлиа́н Ива́нович Рева́й (укр. Юліан Іванович Ревай; 26 июля 1899, с. Мирча, ныне Ужгородского района Закарпатской области Украины — 30 апреля 1979, Нью-Йорк США) — политический и общественный деятель Закарпатья, педагог, редактор. Премьер-министр Карпатской Украины.

## Биография
Родился в семье сельского учителя. Получив в родном селе начальное образование, продолжил учёбу в школе при «Певческо-учительской семинарии» в г. Унгвар (Ужгород), в 1913 году стал учеником семинарии. Единственной опорой «русского духа» в семинарии был Августин Волошин, который в те годы преподавал семинаристам математику и педагогику. Окончив семинарию в 1917 году, Юлиан Ревай получает право обучать детей в начальных школах, но был мобилизован в австро-венгерскую армию. Участвует в первой мировой войне. Некоторое время после окончания войны Ю.И. Ревай работал учителем в народных школах Мармароша.

## Педагогическая деятельность
В 1923 году возглавил в школьной управе тогдашней Подкарпатской Руси отдел школьных зданий. В 1925 г. Ю. Ревай закончил специальные университетские педагогические курсы и получил диплом профессионального учителя гражданских школ. Тогда же стал референтом народных школ, а затем — секретарем экзаменационной комиссии для учителей.
Работал в этой должности до 1935 года. Одновременно с 1925 по 1935 г. Ю. Ревай — редактор чехословацкого правительственного ежемесячного издания — журнала «Учитель» и секретарь «Педагогического общества».
Вместе с другими активистами общества А. Волошиным, А. Маркушем, П. Яцко, В. Желтваем и другими готовил выпуски журнала «Подкарпатская Русь» (1923—1936), который был своеобразным учебным пособием для учителей начальных школ, прежде всего по краеведению. Для детей общество выпускало журнал «Наш родные край» (1923—1938), а также 45 школьных учебников. Ряд учебников подготовил Юлиан Ревай в соавторстве с А. Маркушем. Благодаря совместной работе двух педагогов в государственном издательстве Праги в свет в начале 1930-х гг вышли: «Буквар: читайте і пишіть», «Перша читанка, для 1 шкільного року», «Друга читанка, для 2 поступного рочника», «Отчина: читанка для 3-4 школьного року», «Живе слово: читанка для 5-6 школьного року», «Світло: читанка для 7-8 школьного року». Учебники были написаны местным диалектным вариантом украинского языка. Как педагог, Ю. Ревай придерживался мнения, что использование в обучении местного диалекта является первым шагом к введению в тогдашних школах Закарпатья литературного украинского языка. Ещё в 1928 году вышел его «Венгро-русинский словарь» (соавторы Е. Бокшай, М. Бращайко), где после венгерских слов следовали сперва слова на русинском языке, а уже потом — слова на украинском.

## Политическая деятельность
После выборов 1935 г. Ю. И. Ревай как один из лидеров карпаторусинской фракции социал-демократической партии Чехословакии, становится послом (депутатом) парламента страны (1935—1939).
Среди его депутатских инициатив немало касающихся государственной политики в области образования и школ.
В 1935—1936 г. издавал и был ответственным секретарем общественно-хозяйственного и литературно-критического ежемесячника «К победе». В 1936 году была опубликована его статья «Вокруг автономии Подкарпатской Руси». Ю. Ревай видел будущее родного края как украинской автономии в составе ЧСР.
Один из организаторов «Украинского Национального объединения» (УНО).
В качестве посла (депутата) и первого заместителя председателя Центральной Украинской Рады (Совета) был членом автономного карпато-русского правительства в октябре 1938 г. Активный участник делегации на переговорах с Прагой о предоставлении Подкарпатской Руси автономного статуса, соавтор «Конституционного Закона об автономии Карпатской Украины», который впоследствии был принят парламентом и сенатом Чехословацкой республики.
С 11 октября 1938 г. по 6 марта 1939 года Юлиан Ревай занимал должность министра правительства автономной Карпа́тской Украи́ны (Министерства торговли, транспорта и труда). 14 марта 1939 г. Августин Волошин провозгласил Карпатскую Украину независимым государством. 15 марта Сойм торжественно утвердил этот акт. Юлиан Ревай был назначен министром иностранных дел и премьер-министром правительства. Пресса того времени характеризовала Ю. Ревая, как популярного среди народа, молодого, энергичного, находчивого министра, называла его «мотором политической и хозяйственной жизни автономии», «твёрдой рукой».
После оккупации Закарпатья Венгрией эмигрировал. Проживал на территории Словакии, Германии.
В 1945 году в Праге был арестован советскими органами, однако ему удалось сбежать в американскую зону оккупации Германии, где Ю. И. Ревай стал активным членом главной управы Центрального представительства украинской эмиграции в Германии.
В 1948 году эмигрировал в США, где трудился на посту председателя Карпатского исследовательского центра, был директором Украинского Института Америки в Нью-Йорке, главой объединения «Самопоміч», директором канцелярии УККА (1949—1957).